# Hrabstwo Phelps (Missouri)
Hrabstwo Phelps (ang. Phelps County) – hrabstwo w stanie Missouri w Stanach Zjednoczonych.
Obszar całkowity hrabstwa obejmuje powierzchnię 674.28 mil2 (1 746 km²). Według danych z 2008 r. hrabstwo miało 42 205 mieszkańców. Hrabstwo powstało 13 listopada 1857.

## Główne drogi
- Interstate 44
- U.S. Route 63
- U.S. Route 66 (1926–1979)
- Route 68
- Route 72

## Sąsiednie hrabstwa
- Hrabstwo Maries (północny zachód)
- Hrabstwo Gasconade (północny wschód)
- Hrabstwo Crawford (wschód)
- Hrabstwo Dent (południowy wschód)
- Hrabstwo Texas (południe)
- Hrabstwo Pulaski (zachód)

## Miasta
- Doolittle
- Edgar Springs
- Newburg
- Rolla
- St. James